# 2006년 경찰 야구단 시즌
2006년 경찰 야구단 시즌은 경찰 야구단이 2005년 창단 후 KBO 퓨처스리그에 참가한 첫 시즌이다. 김용철 감독이 팀을 이끌었으며, 라형진이 주장을 맡았다. 팀은 북부리그 6팀 중 5위, 전체 10팀 중 승률 8위를 기록했다. 전체 최하위 SK 와이번스 2군에 단 1경기 차로 앞서 최하위를 면했다.

## 타이틀
- 대륙간컵 국가대표: 김태완
- 완투: 조용원, 이석만 (2)
- 완봉: 이석만 (1)
- 북부리그 이닝: 심세준 (102.2)
- 북부리그 상대한 타자 수: 심세준 (445)
- 북부리그 최소 피홈런: 이경민 (3)

## 선수단
- 선발투수 : 심세준, 조용원, 이경민, 윤경영
- 구원투수: 이석만, 김장준, 홍성용, 진호경, 이유섭, 최영주
- 마무리투수: 라형진
- 포수 : 이경환, 서성종
- 내야수 : 손주인, 곽용섭, 김태완, 조인신, 장준영
- 외야수 : 김만윤, 최형우[1], 최현종, 박훈범, 이상훈, 송수근, 최진행

## 여담
- 최형우는 입대 전에 삼성 라이온즈로부터 방출 통보를 받아 경찰 야구단 입대 당시 무소속 상태였다. 경찰 야구단 입대를 무소속 신분으로 한 것은 최형우가 최초였다.
- 심세준, 조용원, 진호경, 최영주, 박훈범은 입대 당시 대학교 야구부 소속이었다.
- 팀은 5월 20일과 21일에 롯데 자이언츠 2군과 KBO 퓨처스리그 사상 최초로 강원도 횡성군에서 경기를 치렀다.

## 같이 보기
- 2007년 경찰 야구단 시즌